# Edith Leerkes
Edith Leerkes (Enschede, 11 juni 1959) is een Nederlands gitariste. Ze speelt in de begeleidingsband van Herman van Veen.

## Biografie
Leerkes is de dochter van politicus Bertus Leerkes.  Ze studeerde aan het Twents Conservatorium bij Louis Gall en in Spanje bij Ernesto Bitetti. Leerkes speelde vanaf  1981 in verschillende ensembles voordat ze in 1987 lid werd van het Amsterdams Gitaar Trio. Met dit trio gaf ze over de hele wereld concerten, onder meer in het Concertgebouw in Amsterdam, Carnegie Hall in New York, Ambassador Auditorium in Los Angeles en de Casals Hall in Tokyo. Ze maakten cd's met muziek van onder anderen Bach, Scarlatti, Albeniz, de Falla, Bizet en Prokofjev. In 1992 speelde het trio als gast op een aantal galaconcerten van Herman van Veen.
Dit was het begin van een samenwerking die er toe leidde dat Leerkes in 1998 de overstap maakte van het Amsterdams Gitaar Trio naar de groep rond Herman van Veen. Met hem schreef en produceerde ze de cd Du bist die Ruh en het gelijknamige televisieprogramma over Franz Schubert, Colombine en de Stemmendief, een muziekspel voor kinderen, Nu en dan, een audiografie over Herman van Veen en Je zoenen zijn zoeter, een cd met het Rosenberg Trio. Zij maakte samen met Olga Franssen de cd A certain tenderness, liedjes van Herman van Veen bewerkt voor twee gitaren. 
Na een masterclass werd haar door een studente eens gevraagd of die overgang niet wonderlijk was: als lid van een wereldberoemd trio naar de begeleidingsband van Herman van Veen? Leerkes antwoordde: Wat zo mooi is, ik ben dan wel zijn gitariste, maar hij is ook mijn zanger.
In 2007 schreef ze voor haar cd Etude Feminine, twaalf stukken voor sologitaar. Ze treedt sindsdien met het gelijknamige concertprogramma regelmatig op in Nederland, Duitsland, Oostenrijk en België. 
In augustus 2014 bracht zij haar eerste album uit waarop ze als zangeres te horen is; Liedjes.
Het boek met cd Aan de hand van de gitaar kwam in 2016 uit. De cd Hoe het gaat waarop muziek gezette gedichten van Judith Herzberg staan, in oktober 2018. In april 2019 bracht ze Slaapliedjes uit, een album met in 10 talen gezongen en gespeelde slaapliedjes. Het boekje met cd 'Lullabies', uitgebracht eind april 2021, is het vervolg op Slaapliedjes. Hiervoor richtte Leerkes samen met gitariste Olga Franssen en fluitiste Jeannette Landré het bandje The Grannies op. 
In januari 2024 begeleidden Edith Leerkes en de begeleidingsband Herman van Veen bij zijn 600e voorstelling in het Koninklijk Theater Carré.
- Gemeinsame Normdatei: 135121760
- International Standard Name Identifier: 0000 0000 5810 2158
- MusicBrainz: 630b82af-4590-4399-a742-9cd975fb3161
- Nederlandse Thesaurus van Auteursnamen: 254926630
- Virtual International Authority File: 79976944
- WorldCat: E39PBJmHGG9Tm8wr8vWHtr9MT3